# Portogruaro
Portogruaro (friülès Puart; vènet Portò) és un municipi italià, situat a la regió del Vèneto i a la ciutat metropolitana de Venècia. L'any 2008 tenia 25.281 habitants. Limita amb els municipis d'Annone Veneto, Caorle, Cinto Caomaggiore, Concordia Sagittaria, Fossalta di Portogruaro, Gruaro, Pramaggiore, San Michele al Tagliamento, San Stino di Livenza i Teglio Veneto.

## Administració
| Període | Identitat             | Partit      |
| ------- | --------------------- | ----------- |
| 2015-   | Maria Teresa Senatore | Centredreta |